# Moča
Moča (węg. Dunamocs) – wieś i gmina (obec) w powiecie Komárno w kraju nitrzańskim na Słowacji, pierwszy raz wzmiankowana w roku 1208.
W 2011 roku populacja wynosiła 1151 osób, około 92% mieszkańców wsi stanowili Węgrzy, 6% Słowacy.